# Darryl Watkins
Pour les articles homonymes, voir Watkins.
Darryl Finesse Watkins, né le 8 novembre 1984 à Paterson au New Jersey, est un joueur américain de basket-ball.

## Biographie
Issu de l'université de Syracuse, après quatre années universitaires, il est automatiquement éligible à la draft 2007 de la NBA à sa sortie de l'université. Le 28 juin 2007, il n'est pas sélectionné.
Le 16 août 2007, il signe un contrat avec les Kings de Sacramento. Le 10 décembre 2007, après neuf matches disputés, il est libéré par les Kings. Le 14 décembre 2007, il rejoint les rangs de la D-League chez les Lakers de South Bay. Le 7 février 2008, il est transféré aux Wolves de l'Iowa.
Durant l'été 2008, il participe à la Summer League de Las Vegas avec les Clippers de Los Angeles. Le 11 septembre 2008, il signe un contrat avec les Spurs de San Antonio. Le 23 octobre 2008, il est libéré par les Spurs. Le 6 novembre 2008, il signe en Chine au Tianjin Ronggang pour la saison 2008-2009.
Le 10 août 2009, il trouve un accord avec l'Étoile rouge de Belgrade pour la saison 2009-2010 mais il préfère rester aux États-Unis à la suite de la naissance de sa fille le 14 août 2009. Le 28 septembre 2009, il signe un contrat avec les Cavaliers de Cleveland. Le 22 octobre 2009, il est libéré par les Cavaliers.
Durant l'été 2010, il participe la Summer League d'Orlando avec les Pacers d'Indiana. Le 17 septembre 2010, il signe un contrat avec les Hornets de La Nouvelle-Orléans. Le 18 octobre 2010, il est libéré par les Hornets. Il signe ensuite au Liban au Sagesse.
Watkins joue avec l'ETHA Éngomis à Chypre durant la saison 2011-2012. Il remporte le titre de champion de Chypre. Le 18 avril 2012, il signe un contrat de dix jours avec les Hornets de La Nouvelle-Orléans. Pour son premier match avec La Nouvelle-Orléans, il prend 13 rebonds (meilleur rebondeur du match), marque 2 points en 29 minutes mais n'empêche pas la défaite chez les Grizzlies de Memphis.
Le 11 juillet 2012, il est transféré aux 76ers de Philadelphie avec Dorell Wright en échange des droits de draft sur Edin Bavčić. Le 16 juillet 2012, il est libéré par les 76ers. En août 2012, il signe en Bulgarie et y effectue une très belle saison au sein du club de l'Academic Sofia où il remporte le titre de MVP ainsi que le championnat.
Le 21 août 2013, il part en Belgique où il signe au Spirou Charleroi.
Le 12 juillet 2014, il part en France où il signe au Champagne Châlons Reims Basket.
Le 10 août 2015, il rejoint l'équipe de Lyon-Villeurbanne en tant que pigiste d'Ahmad Nivins.
Le 25 juillet 2016, l'ASVEL prolonge son contrat de deux ans.
Le 27 mars 2018, il doit subir une arthroscopie du genou et manquer le reste de la saison 2017-2018.
Le 27 décembre 2018, après neuf fois écarté des parquets, il se relance en Indonésie dans l'équipe des Knights de Surabaya.

## Palmarès

### En club
- Champion de Chypre : 2012
- Champion de Pro A en 2016 avec l'ASVEL.

### Distinction personnelle
- MVP du championnat bulgare : 2013